# Guido De Salvi
Guido De Salvi (... – 2002) è stato un attore e doppiatore italiano.

## Filmografia

### Cinema
- Lasciapassare per il morto, regia di Mario Gariazzo (1962)
- La grande notte di Ringo, regia di Mario Maffei (1967)

### Televisione
- I racconti di padre Brown (Rai, 1971) di Vittorio Cottafavi
- A come Andromeda (Rai, 1972) di Vittorio Cottafavi
- Napoleone a Sant'Elena (Rai, 1973) di Vittorio Cottafavi

## Doppiaggio

### Cinema
- Charles Denner in L'uomo che amava le donne
- Dakkar in Zombi 2
- Jack Knight in Classe 1999 II - Il supplente
- Hanns Zischler ne Il giardino di cemento
- Henry Wadsworth ne L'uomo ombra (ridoppiaggio)
- Cornel Wilde ne I quattro rivali (ridoppiaggio)

### Film TV
- Alan Alda in Guerra al virus
- Ed Asner in Una ragazza molto brutta
- Ken Kercheval in Dallas - Il ritorno di J.R.

### Serie televisive
- James Stewart in Jimmy Stewart Show
- Alan Alda in M*A*S*H
- Steve Tracy ne La casa nella prateria
- Chad Everett in Colorado
- Jeffrey Hunter in Star Trek
- Christopher Reeve in Muppet Show
- John Saxon in La signora in giallo
- Cedric Smith ne I Campbell
- Ian Marter in Doctor Who
- Peter Bongartz in Un pezzo di cielo
- Raymond Burr in Perry Mason (1ª voce, ridoppiaggio)
- Patrick McGoohan ne Il prigioniero (1ª edizione)
- Ken Kercheval in Dallas (2ª voce)
- Joe Spano in Hill Street giorno e notte (2ª voce)
- Nicolas Coster in Santa Barbara (1ª voce)

### Serie animate
- Nicholas in Sui monti con Annette
- Zio Jean in Charlotte
- Prof. Dairi in Jeeg robot d'acciaio
- Generale Bad in Getter Robot
- Imperatore Demon Brai in Getter Robot G
- Toru Hojo in Gakeen - Magnetico robot
- Voce narrante in Grand Prix e il campionissimo
- Gandal (1ª voce) in UFO Robot Goldrake